# Krzysztof Chełmiński
Krzysztof Zygmunt Chełmiński (ur. 1958 w Augustowie) – polski naukowiec, profesor nauk matematycznych o specjalności mechanika ośrodków ciągłych, równania różniczkowe cząstkowe. Profesor zwyczajny Wydziału Matematyki i Nauk Informacyjnych Politechniki Warszawskiej.

## Życiorys
Urodził się w 1958 w Augustowie. W latach 1977–1982 studiował matematykę na Wydziale Matematyki, Informatyki i Mechaniki Uniwersytetu Warszawskiego ukończone w 1982 uzyskaniem tytułu zawodowego magistra za pracę Metoda półgrup operatorów w liniowej termolepkosprężystości. W 1991 na tym samym wydziale obronił doktorat z matematyki na podstawie pracy Zasada granicznego pochłaniania w teorii sprężystości (promotor: Adam Piskorek), a w 1999 – habilitację, także w dyscyplinie matematyka za rozprawę Metoda energetyczna i metoda operatorów monotonicznych w teorii odkształceń niesprężystych. Tytuł naukowy profesora nauk matematycznych otrzymał 17 stycznia 2013.
W działalności naukowo–badawczej zajmuje się matematycznymi problemami teorii odkształceń niesprężystych, jako układu równań różniczkowych cząstkowych opisujących prawo zachowania pędu oraz układu równań różniczkowych zwyczajnych opisujących właściwości niesprężyste materiału.
W latach 1982–1991 pełnił funkcję asystenta na MIM UW, a latach 1991–1994 – adiunkta. W latach 1991–1993 i 1994–1997 prowadził pracę badawczą na Technische Universität Darmstadt w ramach projektu SFB 298 Deformation and failure in metallic materials. W latach 1997–2002 prowadził pracę badawczą w ramach tegoż samego projektu na Karlsruher Institut für Technologie. W latach 2001–2003 profesor nadzwyczajny na Uniwersytecie w Konstancji, w latach 2000–2013 profesor nadzwyczajny na Uniwersytecie Kardynała Stefana Wyszyńskiego w Warszawie, a od 2004 na Politechnice Warszawskiej. Początkowo pracownik, a następnie kierownik Zakładu Równań Różniczkowych Cząstkowych na MiNI. W 2015 mianowany profesorem zwyczajnym PW.
Członek Komitetu Głównego Olimpiady Matematycznej. Członek Rady Programowej MiNI Akademii Matematyki zajmującej się popularyzacją wiedzy matematycznej.
W 2013 odznaczony Medalem Komisji Edukacji Narodowej.

## Wybrane publikacje
- Chełmiński K., The Principle of limiting absorption in two-dimensional elasticity, Instytut Matematyki UW, Warszawa 1989.
- Chełmiński K., Gwiazda P., On the model of Bodner-Partom with nonhomogeneous boundary data, Institute of Applied Mathematics and Mechanics WU, Warszawa 1997.